# Longue-Rive
Longue-Rive est une municipalité du Québec située dans la municipalité régionale de comté de La Haute-Côte-Nord et dans la région administrative de la Côte-Nord.

## Histoire

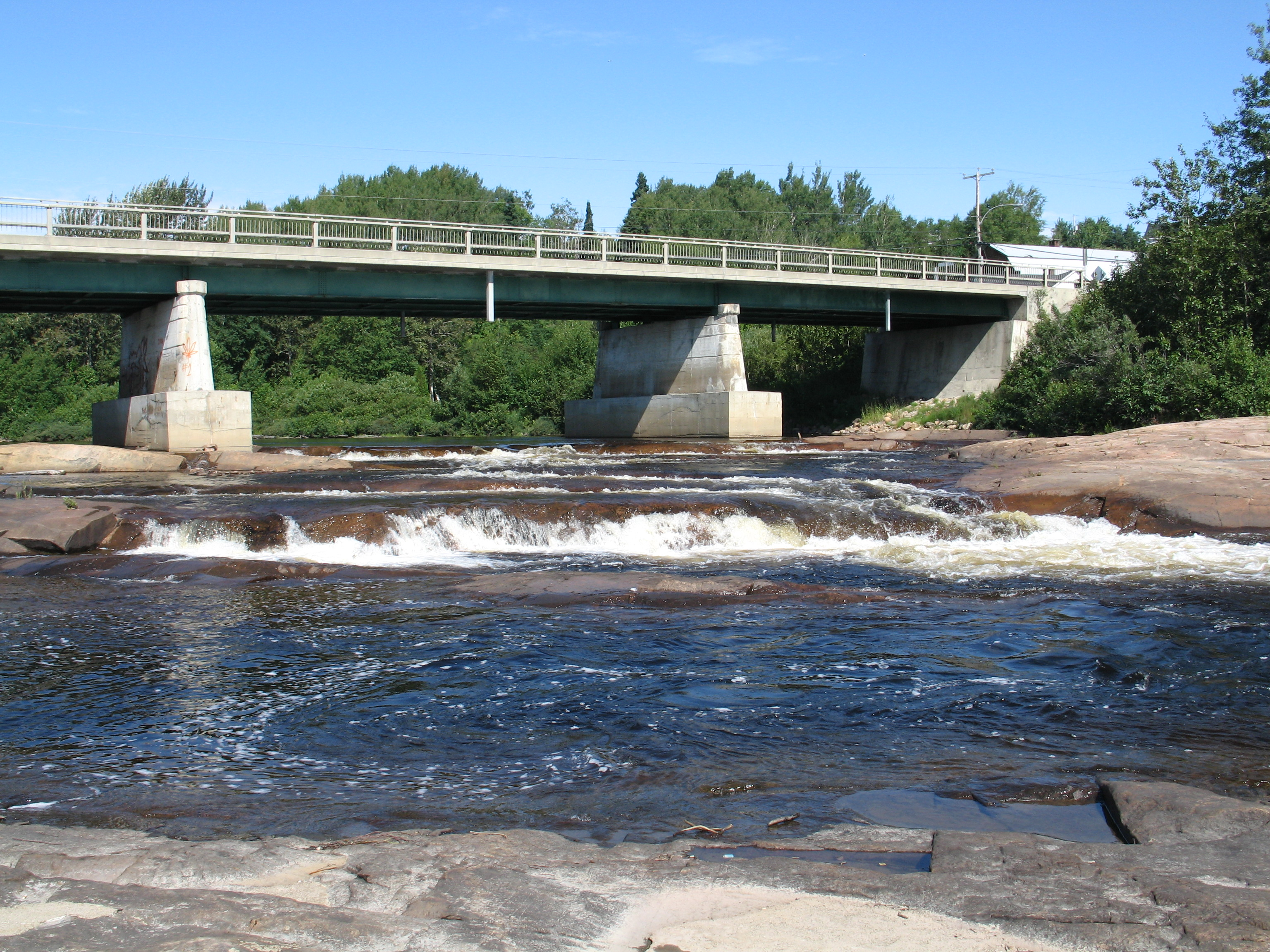
Le Parc des chutes, dans le secteur Sault-au-Mouton.

Longue-Rive est née de la fusion de deux villages, Sault-au-Mouton et Saint-Paul du Nord. Au milieu du XIXe siècle, Saint-Paul du Nord (connu alors sous le nom de Baie-des-Mille-Vaches), vit de l'agriculture. On y construit une église en 1901. La population de l'ouest du village, aux abords de la Rivière du Sault au Mouton, vit de l'exploitation du bois, la rivière servant à la drave. Un moulin est construit au pied de la chute.
En 1947, le territoire de Sault-au-Mouton se sépare de Saint-Paul du Nord et la municipalité de Sault-au-Mouton est ainsi créée. En 1997, la population des deux villages vote majoritairement pour une fusion. Le nouveau nom est adopté un peu avant l'an 2000.

### Chronologie
- 2 juin 1898 : Érection du canton de Saint-Paul de Mille-Vaches.
- 4 juillet 1931 : Le canton de Saint-Paul de Mille-Vaches devient la municipalité de Saint-Paul du-Nord.
- 1er janvier 1947 : Érection du village de Sault-au Mouton.
- 15 mars 1969 : La municipalité de Saint-Paul du-Nord devient la municipalité de Saint-Paul-du-Nord. Le village de Sault-au Mouton devient le village de Sault-au-Mouton.
- 28 mai 1997 : Fusion de la municipalité de Saint-Paul-du-Nord et du village de Sault-au-Mouton et création de la municipalité de Saint-Paul-du-Nord - Sault-au-Mouton.
- 10 octobre 1998 : La municipalité de Saint-Paul-du-Nord - Sault-au-Mouton devient la municipalité de Longue-Rive.

## Démographie

### Population
| 2001  | 2006  | 2011  | 2016  | 2021 |
| ----- | ----- | ----- | ----- | ---- |
| 1 352 | 1 259 | 1 113 | 1 026 | 918  |

### Langues
En 2011, sur une population de 1 115 habitants, Longue-Rive comptait 100 % de francophones.

## Administration
Les élections municipales se font en bloc pour le maire et les six conseillers.
| Longue-Rive Maires depuis 2001                                                                                       |                |         |          |
| Élection | Maire          | Qualité | Résultat |
| 2001 | Mario Tremblay |         | Voir     |
| 2005 | Mario Tremblay | Voir    |          |
| 2009 | Donald Perron  |         | Voir     |
| 2013 | Donald Perron  | Voir    |          |
| 2017 | Donald Perron  | Voir    |          |
| 2021 | Donald Perron  | Voir    |          |
| Élection partielle en italique Depuis 2005, les élections sont simultanées dans toutes les municipalités québécoises |                |         |          |

### Représentations fédérale et provinciale

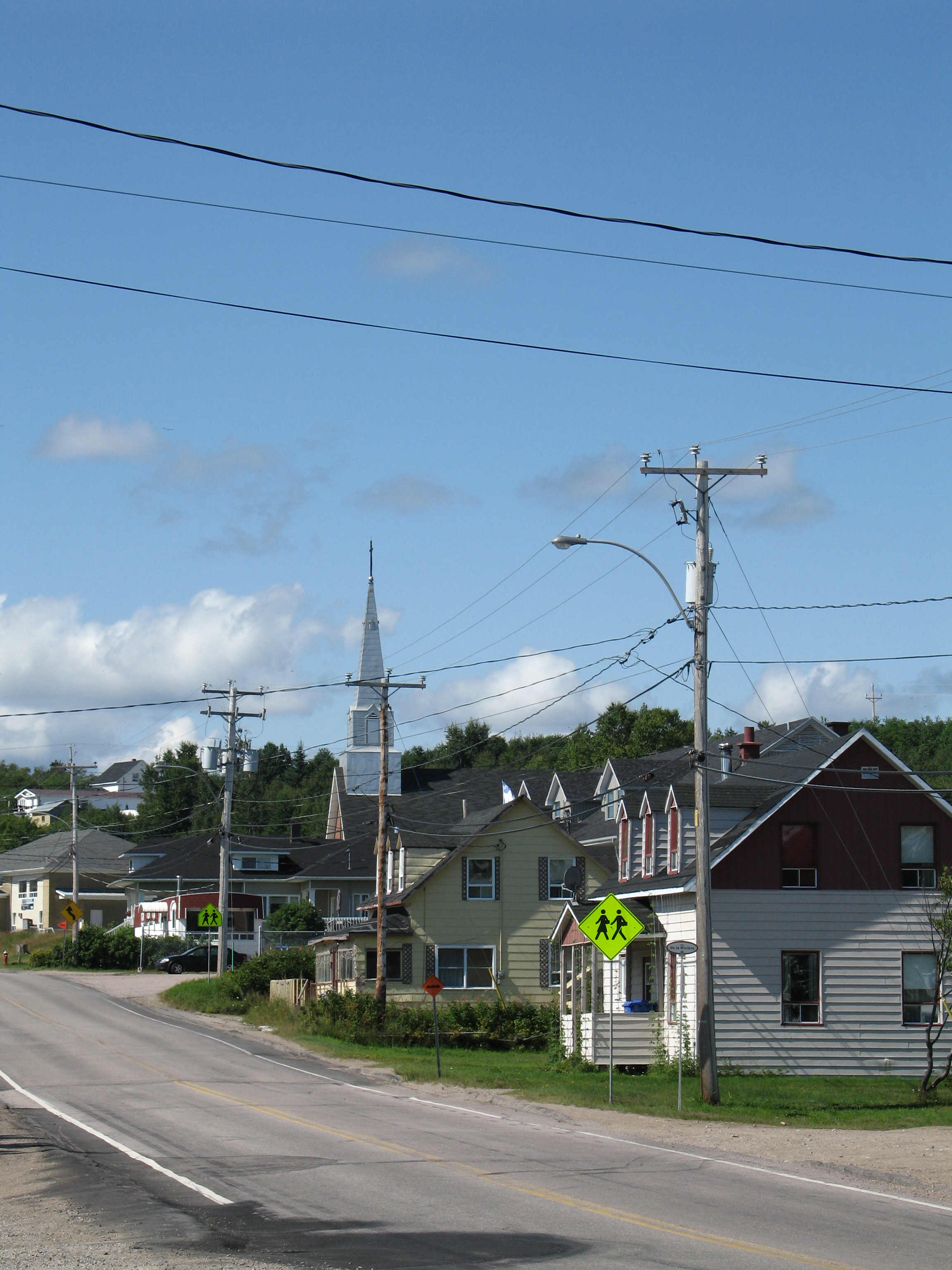
La rue Principale dans le secteur Sault-au-Mouton.

Longue-Rive fait partie de la circonscription électorale de Côte-Nord—Kawawachikamach—Nitassinan à la Chambre des communes du Canada et de la circonscription de René-Lévesque à l'Assemblée nationale du Québec.